# Janet Planet (film)
Janet Planet is een Amerikaanse coming-of-agefilm uit 2023, geschreven en geregisseerd door Annie Baker in haar speelfilmregiedebuut. De hoofdrollen worden vertolkt door Julianne Nicholson en Zoe Ziegler.

## Verhaal
Lacy is een elfjarig meisje dat in het westen van Massachusetts woont met haar alleenstaande moeder Janet, een acupuncturist met wie ze een heel hechte band heeft. Op een zomerkamp in 1991 belt Lacy 's avonds haar moeder en vertelt haar nuchter dat ze zelfmoord zal plegen als ze haar niet ophaalt, maar ze heeft spijt van haar beslissing na een vriendschappelijke ontmoeting met twee van haar medekampeerders.

## Rolverdeling
| Acteur             | Personage |
| ------------------ | --------- |
| Julianne Nicholson | Janet     |
| Zoe Ziegler        | Lacy      |
| Elias Koteas       | Avi       |
| Sophie Okonedo     | Regina    |
| Will Patton        | Wayne     |

## Productie
Janet Planet is het filmregiedebuut van toneelschrijver Annie Baker. De titel is genoemd naar de gelijknamige zangeres van de Australische dancegroep Confidence Man.

## Release en ontvangst
Janet Planet ging op 1 september 2023 in première op het Filmfestival van Telluride en werd ook vertoond op het Internationaal filmfestival van Berlijn 2024 in de Panorama-sectie. De film ging op 21 juni 2024 in première in de Amerikaanse bioscopen.
De film kreeg overwegend positieve kritieken van de filmcritici, met een score van 85% op Rotten Tomatoes, gebaseerd op 133 beoordelingen.

## Prijzen en nominaties
De belangrijkste:
| Jaar | Prijs                          | Categorie                    | Genomineerde(n)      | Uitslag       |
| ---- | ------------------------------ | ---------------------------- | -------------------- | ------------- |
| 2025 | Film Independent Spirit Awards | Beste debuutfilm             | Annie Baker          | In afwachting |
| 2025 | Film Independent Spirit Awards | Beste eerste script          | Annie Baker          | In afwachting |
| 2025 | Film Independent Spirit Awards | Beste cinematografie         | Maria von Hausswolff | In afwachting |
| 2025 | Critics Choice Awards          | Beste jonge acteur / actrice | Zoe Ziegler          | In afwachting |